# 暗唐纳雀
，是雀形目暗唐纳雀科的唯一一种鸟类。
暗唐纳雀体重约35.2克，翼长约84.5毫米，嘴峰长约21.4毫米，喙宽度约6.6毫米，喙厚度约8毫米，跗蹠长约23毫米，尾长约62毫米。暗唐纳雀在其分布区内为留鸟，其栖息在密集的高大树木组成的森林中，食性为肉食性，主要食物来源是陆生无脊椎动物。
暗唐纳雀分布于波多黎各的高地。该物种是单型物种，没有亚种分化。